# 山内総一郎
山内 総一郎（やまうち そういちろう、1981年〈昭和56年〉10月25日 - ）は、日本のミュージシャン・シンガーソングライター。
2003年よりフジファブリックでリードギターを担当し、2010年以降はメインボーカルも兼任する。妻は女優の平岩紙。

## 来歴
- 大阪府茨木市生まれ。実家は歯科医院を経営している。
- 小学5年からサッカーに打ち込み、選抜生として米国への短期留学も経験したこともあったが高校入学直前からギターを始めたと同時にサッカーへの情熱が薄れ始め、挫折することに至った。
- 大阪の自宅マンションの一室の押し入れの中にて見つけたアコースティックギターでGコードを初めて弾いた瞬間からギタリストとして音楽家への道を志すこととなった。
- 中学時代から現在でも山内の活動に携わっている仲間とバンドを組み、高校在学中に組んでいたバンド「行待」ではTEENS' MUSIC FESTIVALや心斎橋CLUB QUATTROのステージに立つなどの実績もあった。[1]
- 高校卒業後はスタジオミュージシャンとして活動。湯川トーベンのサポートミュージシャンを務めていた縁で、彼の娘である湯川潮音に楽曲を提供している。
- 2001年20歳ごろ、音楽の夢を叶えるため上京を決意し、東京都北区赤羽に住みながら半年もせずにフジファブリックに出会うこととなった。当時新人発掘を行っていた東芝EMIのマネージャーと出会い、ギターを探していると紹介されたバンドがフジファブリックであった。
- 下北沢等でライブを行っていたフジファブリックのライブを何度か観に行き、2003年夏よりフジファブリックにサポートメンバーとして参加、翌2004年1月正式加入。メジャーデビュー時のメンバーの中では最年少であった。
- 2008年、佐久間正英率いるバンド・unsuspected monogramに参加予定だったが、フジファブリックの活動が多忙となったため最終的に不参加となった。代わりに、かつて「行待」のバンドメイトだったベーシスト・砂山淳一を佐久間に紹介している。
- 2009年、フジファブリックのボーカリスト志村正彦が死去。翌年発売された志村の遺作ともいえるアルバム『MUSIC』で2曲のメインボーカルを務めたのを機に、それ以降メインボーカルを兼任するようになる。
- 2010年、斉藤和義のサポートギタリスト及びくるりが主催する音楽フェス、京都音楽博覧会2010でのサポートギタリストでの参加を皮切りにくるりのサポートギタリストとして「くるり ニューアルバム発売記念ツアー〜言葉にならしまへん、笑顔を見しとくれやしまへんやろか〜」並びに武道館ライブへの帯同や数曲のレコーディングなどにも参加した。
- 2011年、「フジファブリックを無くしたくない」、「バンドを続けるには歌が必要だ」などの理由で山内自らがボーカルとして歌ってフジファブリックを続けるという決断をし、メンバー2人に打ち明けたところ快諾されたという。
- 2016年、Fender社とエンドース契約を締結。シグネチャーモデルのギターも発売された。
- 2020年元日、女優の平岩紙との結婚を発表。
- 2022年3月16日、個人名義で初となるアルバム『歌者 -utamono-』が発売。
- 2022年4月9日、昭和女子大学人見記念講堂にて山内総一郎 HALL LIVE ｢歌者-utamono-｣が開催される。
- 2023年6月3日、第一子が誕生していたことが報じられた（誕生時期や性別は非公表）[2]。
- 2024年5月25日、山内の地元、大阪府茨木市のおにクルにおいて凱旋ライブが開催された。
- 2024年12月16日、書き下ろしの新曲「GOOD FELLOWS」がサントリーノンアルコール飲料 新 WEB 動画 「好きな人と、好きな時に、乾杯。」篇に起用される。
- 2024年、3月ごろよりUNISON SQUARE GARDEN/Ten Twentyの斎藤宏介と共にユニット「山斎」を結成しEX THEATER ROPPONGIにて行われたソニー・ミュージックアーティスツ50周年を記念したライブを皮切りに2025年5月11日にはなんばHatch、5月15日にはKT Zepp Yokohamaにて「山内総一郎×斎藤宏介 セッションライブ 山斎-SANSAI- 2025」を開催している。
- 2025年7月1日、オフィシャルファンクラブ「Wedeln's Lodge」を開設する。
- 2025年7月9日、山内総一郎 ファーストワンマンライブ「The Hole In The Wall」をEX THEATER ROPPONGIにて開催され、その公演中にレーベルCutting edgeからのソロデビュー、A-UNプロジェクトの始動、公式YouTubeチャンネル、公式TikTok、公式Instagramの開設が発表された。
- 2025年10月22日、「GOOD FELLOWS」と山内総一郎 ファーストワンマンライブ「The Hole In The Wall」にて披露された8つの新曲の中うち公式YouTubeチャンネルにおいての再生数、いいね数、コメント数様々な数字を加味して決定する1曲と共にリリースが決定。
- 2025年10月25日、昭和女子大学人見記念講堂にて山内総一郎バースデイライブ「OCTOBER SONGS」を開催する。

### 人物
- フジファブリックが3人体制になってからはメインコンポーザーとして最も多くの楽曲の作詞・作曲を行っており、8thアルバム『LIFE』では殆どの曲を単独で作詞・作曲している。
- 身長178cm。B型。
- 秦基博や凛として時雨のTK、斉藤和義、吉井和哉、奥田民生、UNISON SQUARE GARDENの斎藤宏介など様々なミュージシャンやバカリズムなど芸能人などとの交友関係があり、主に先輩ミュージシャンから「総ちゃん」と、後輩ミュージシャンなどからは「総さん」と呼ばれることが多い。
- 2009年のライブ中、志村のアンプ[※ 1]に飛び乗って演奏しようとしたところ転倒し、アンプを故障させたが、最終的にヒューズ交換のみで直った。この時の様子は『FAB BOX』収録のドキュメンタリーDVDで見ることができる。

## 使用機材

### ギター
- Fender Stratocaster 1962年製（Fiesta Red）
トレードマークとも言えるギターの1つで、2016年までのライブ・PVの大半で使用している。「モノノケハカランダ」のイメージ元となったギターはこのギターである。
- Fender Custom Shop Master Build Stratocaster（Built by Jason Smith）
フェンダー社から贈られ、エンドースメント契約のきっかけとなったギター。
- Fender Acrylic Stratocaster
2009年のツアー「CHRONICLE Tour」及び「STAR」PVで使用。ボディがアクリル製の透明なものになっている。
2009年当時、山内は「CHRONICLE Tour」終了後にバンドからの脱退を考えており（実際に加藤慎一に相談もしていた）、このギターを使用したのは「その為の意思表示」と後に語っている。
- Fender Souichiro Yamauchi Stratocaster
自身のシグネチャーモデル。上記のStratocaster 1962をベースに、ネックを太くしたり電気系統をすべてUSA製のものに換装するなどの工夫が施されている。ヘッド部分にフジファブリックのロゴが入っている。ライブで使用される際は主に半音下げチューニングで使用される。
- Fender Stratocaster 40th Anniversary Model（Blue Metalic）
高校入学前に初めて入手したギター。一部のレコーディング・ライブで使用されたほか、「手紙」PVにも登場。
- Fender Souichiro Yamauchi Telecaster “Maroon”
フジファブリックのメジャーデビュー15周年を記念して製作されたシグネチャーモデル。ボディー形状はテレキャスター・シンラインがベースだが、Fホールが上下2つある、ハムバッカー2基とビグスビーを搭載、ピックガードの形状など全体的にES-335を意識した作りとなっている。
- Fender Souichiro Yamauchi Stratocaster Custom
チェンバーボディーに２ピックアップのストラトキャスター。3本目のシグネイチャーモデル。

- Fender Telecaster 1954年製（Butter Scotch）
3人体制以降、主にサブとして運用しているギター。「Water Lily Flower」や「ゴールデンタイム」のPVにも登場している。
- Fender Telecaster 1958年製（Blond）
吉井和哉より譲り受けたテレキャスター。
- Fender Telecaster Custom 74年製（Natural Color）
「桜の季節」PVで使用。
- Fender Jazzmaster 60s Model
2009年のライブ・ツアーにおいてメインとして使用。2010年のライブ「フジフジ富士Q」では半音下げチューニングで使用された。
- Fender Musicmaster（1957年製）
「ポラリス」PVで使用。
- Fender Custom Shop Stratocaster（SunBurst）
- Gibson Les Paul 1957（Gold Top）
加入初期～2008年頃まで使用。現在はほとんど使用されない。
- Gibson SG Custom  Historic Collection（Polaris White）
『徒然モノクローム』PVで登場。2015年頃はライブでも使用していた。
- Gibson ES-335
主にレコーディングで使用。3人体制初期にはライブでもたまに使用していた。
- Gibson EDS-1275（年代不明）
ダブルネックギター。「蒼い鳥」や「ペダル」などの演奏時に使用。
- Gibson Firebird Non Reverse 1965年製
「Surfer King」PVで使用。
- Gibson J-50 1957年製
- Gibson LG2 1942年製
- Gibson SJ200
- Martin D18 1955年製
- Martin O18 1943年製
- Paco Santiago Marine（年代不明）
- Jerry Jones Electric Sitar

### アンプ
- Fender Deluxe Reverb 1965年製
- Fender Super Reverb 1964年製
- Fender Deluxe Amp 1958年製
- Fender Pro Reverb 1966年製
- Fender Band Master 1965年製
- Fender Vibro King
- Fender Twin-Amp '57
- Fender The Twin
- Fender Hot Rod Deluxe
- Marshall JTM45 1965年製
- Marshall SUPER LEAD 100
- Matchless Clubman 35
- VOX AC30
- Two-Rock Custom Reverb Signature V3

## 作品
- フジファブリックとしての参加作品はフジファブリック#参加作品を参照。

### ミュージックビデオ
| 監督     | 曲名                     |
| 田辺秀伸 | 『白』『青春の響きたち』 |

### 書籍
- 『フジファブリック 山内総一郎 GUITAR MAGAZINE SPECIAL ARTIST SERIES』（2016年12月8日、リットーミュージック）

### 映像作品
| アーティスト | 作品名                                                                    |
| くるり       | 『武道館ライブ』                                                          |
| 斉藤和義     | 『KAZUYOSHI SAITO LIVE TOUR 2010 Stupid Spirit at ZEPP TOKYO 2010.12.12』 |

### 参加作品
- 山内の単独名義で参加したもののみ記載。

| 発売日         | アーティスト・タイトル                                                          | 楽曲名                             | 参加パート                                 |
| -------------- | ------------------------------------------------------------------------------- | ---------------------------------- | ------------------------------------------ |
| 2002年6月19日  | メロン記念日 『夏の夜はデインジャー!』                                          | 「夏の夜はデインジャー!」          | ギター                                     |
| 2003年4月21日  | 中野督夫 『夕方フレンド』                                                       | 「キャバレー」                     | ギター                                     |
| 2004年9月2日   | 湯川潮音 『逆上がりの国』                                                       | 「逆上がりの国」                   | 作曲・ギター                               |
| 2008年8月6日   | PUFFY 『マイストーリー』                                                        | 「Twilight Shooting Star!」        | ギター                                     |
| 2009年2月25日  | 斉藤和義 『フィッシュストーリー』                                               | 「Summer Days」                    | ギター                                     |
| 2011年1月12日  | 坂本真綾 『You can't catch me』                                                 | 「ミライ地図」                     | ギター                                     |
| 2011年4月6日   | メレンゲ 『アポリア』                                                           | 「火の鳥」「ルゥリィ」             | ギター                                     |
| 2011年10月19日 | ビューティフルハミングバード 『HORIZON』                                        | 「じゃじゃ馬」「予感」「sky」      | ギター・マンドリン・エレクトリックシタール |
| 2011年11月9日  | くるり 『奇跡』                                                                 | 「奇跡」                           | ギター                                     |
| 2013年1月30日  | 秦基博 『Signed POP』                                                           | 「ひとなつの経験」                 | ギター                                     |
| 2014年5月28日  | みいつけた! 『みいつけた!パンパカパーン』                                       | 「ふたりはさかさま」               | ギター                                     |
| 2016年1月27日  | 初恋の嵐 『セカンド』                                                           | 「だんだんわからなくなる」         | ボーカル・ギター                           |
| 2017年10月25日 | 中島愛 『サタデー・ナイト・クエスチョン』                                       | 「サタデー・ナイト・クエスチョン」 | 作曲・編曲・ギター                         |
| 2018年4月4日   | 竹原ピストル 『GOOD LUCK TRACK』                                                | 「オーバー・ザ・オーバー」         | 編曲・ギター                               |
| 2019年2月20日  | 花澤香菜 『ココベース』                                                         | 「マイ・ソング」                   | 作詞・作曲                                 |
| 2019年9月4日   | 竹原ピストル 『It's My Life』                                                   | 「おーい!おーい!!」                | 編曲・ギター                               |
| 2019年9月4日   | 竹原ピストル 『It's My Life』                                                   | 「ON THE ROAD」                    | 編曲・ギター                               |
| 2020年12月9日  | ナナヲアカリ 『七転七起』                                                       | 「宇宙のチリーズ」                 | 作曲・編曲・ギター                         |
| 2021年11月10日 | Char & Fender All Stars                                                         | 「We Love music」                  | ギター                                     |
| 2022年3月9日   | 三月のパンタシア 『邂逅少女』                                                   | 「閃光」                           | 作曲・共編曲                               |
| 2023年1月29日  | 星街すいせい 『先駆者』                                                         | 「先駆者」                         | 作詞・作曲・編曲                           |
| 2023年6月14日  | 20th Century 『二十世紀 FOR THE PEOPLE』                                        | 「あなたと」                       | 作詞・作曲・編曲                           |
| 2024年7月31日  | SUPER EIGHT 『SUPER EIGHT』                                                     | 「群青の風」                       | 作詞・作曲                                 |
| 2024年12月18日 | Salyuトリビュート・アルバム 『Salyu 20th Anniversary Tribute Album "grafting"』 | 「Dramatic Irony」                 | ボーカル・ギター                           |